# Angela Maria Studart da Fonseca Vaz
Angela Maria Studart da Fonseca Vaz, conocida por Angela Vaz (1946) es una botánica, brasileña, que desarrolla actividades como investigadora desarrollando trabajos en las líneas de : biodiversidad, conservación y uso sustentable, en el Instituto de Pesquisas del Jardín botánico de Río de Janeiro, y es profesora adjunta del Departamento de Ecología.
Obtuvo su doctorado en Biología Vegetal por la UNICAMP. Se ha especializado en la familia Fabaceae, con énfasis en las cesalpiniodéas.

## Algunas publicaciones
- angela m.s.f. Vaz. 2010. New combinations in Phanera (Leguminosae; Cercideae) from Brazil. Rodriguésia 61: 33-40

- --------------------------, r.l.c. Bortoluzzi, l.a.e. Silva. 2010. Checklist of Bauhinia L. sensu stricto in Brazil. Plant Ecol. and Evol. 143: 1-10

- --------------------------. 2004. Lista de espécies do gênero Bauhinia no Acre, Brasil. Nº 1 de Albertoa: Série Fabales. Editor Herbário Alberto Castellanos, 4 pp.

- --------------------------, h.c. Lima. 1986. Bauhinia smilacina (Schott) Steud. (Leg. Caes.) – uma espécie pouco conhecida do estado do Rio de Janeiro. Atas da Sociedade Botânica do Brasil. Secção Río de Janeiro 3: 69-75

### Libros
- . 2003. Leguminosae Caesalpinioideae: Cercideae:Bauhinia. Flora dos estados de Goiás e Tocantins. Coleção Rizzo. Vol. 30. 121 pp.

- La abreviatura «Vaz» se emplea para indicar a Angela Maria Studart da Fonseca Vaz como autoridad en la descripción y clasificación científica de los vegetales.[6]